# Escut de les Illes Salomó
|  | Pel que fa a l'escut del municipi de Salomó, al Tarragonès, vegeu Escut de Salomó (Tarragonès). |

L'escut de les Illes Salomó mostra un escut emmarcat per un cocodril i un tauró. Sota el lema, que diu "Conduir és servir". Sobre l'escut hi ha un casc amb decoracions, coronat per un sol estilitzat.
Fou adoptat el 7 de juliol de 1978, arran de la independència de l'arxipèlag. Els elements que el componen, que ja apareixien a l'antic escut colonial aprovat el 1956, simbolitzen els diversos territoris que formen aquest estat insular: la província Central (el sautor amb la panòplia d'armes), la província Occidental (les tortugues), l'illa de Malaita (l'àguila) i les illes exteriors (les fregates). El cocodril i el tauró tradicionalment s'han considerat animals protectors.

## Escuts històrics

Segell de les Illes Salomó (1906–1947)
Segell de les Illes Salomó (1947–1956)
Segell de les Illes Salomó (1956–1978)